# César Birotteau
Pour les articles homonymes, voir César Birotteau (homonymie) et Birotteau.
César Birotteau est un roman d’Honoré de Balzac, écrit en 1837. Il fait partie des Scènes de la vie parisienne de La Comédie humaine.
Le titre  de l’œuvre, dédiée à Alphonse de Lamartine, est en réalité singulièrement plus long : Histoire de la grandeur et de la décadence de César Birotteau, parfumeur, adjoint au maire du deuxième arrondissement de Paris, chevalier de la Légion d’honneur (ce qui résume la trame du roman), d'où son autre titre courant Grandeur et décadence de César Birotteau,.

## Histoire

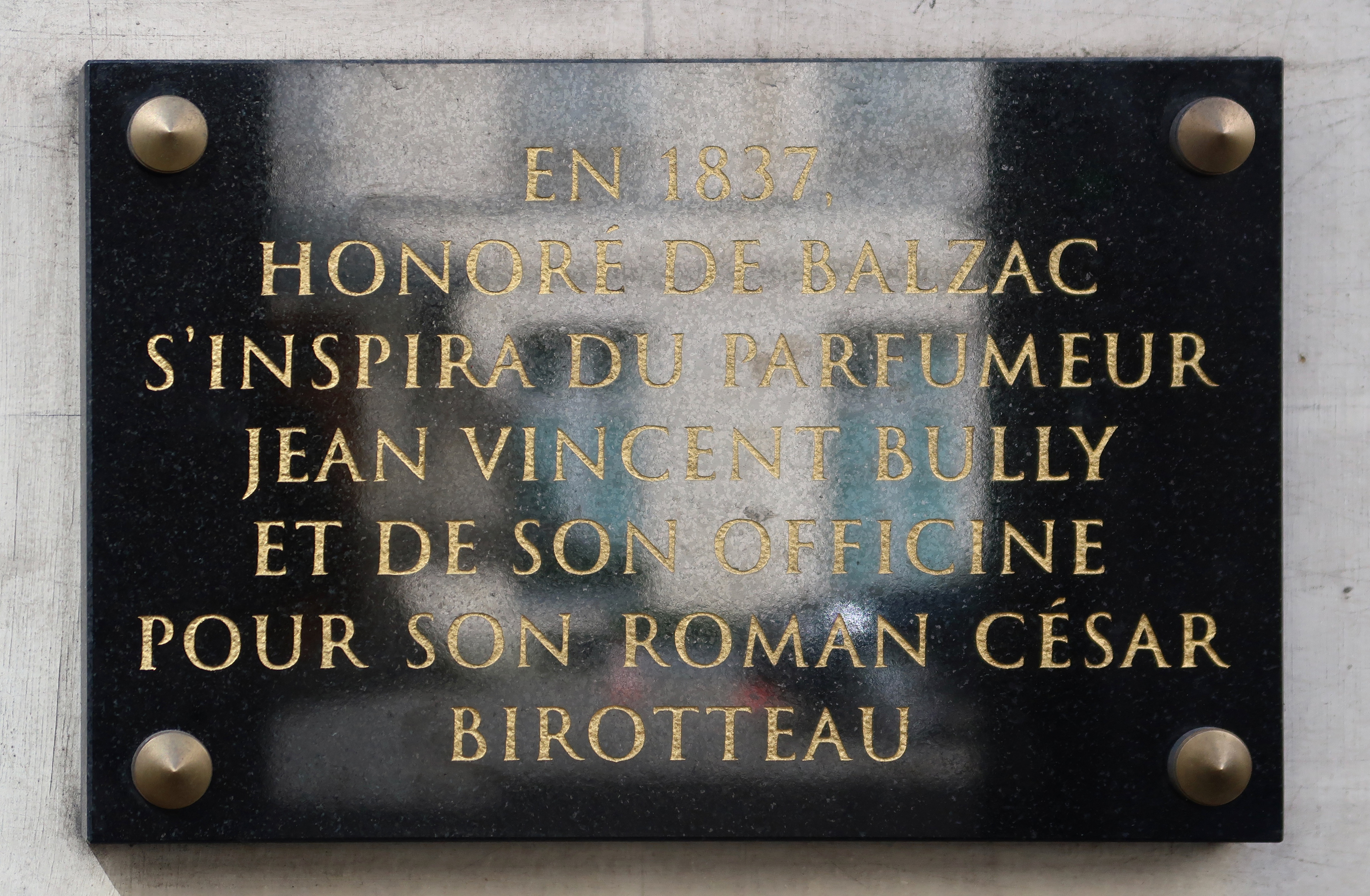
Plaque au no 6 rue Bonaparte (Paris), qui indique qu'en 1837, Honoré de Balzac s'inspira du parfumeur Jean-Vincent Bully et de son officine pour son roman César Birotteau.

Comme souvent dans les romans de Balzac, le sujet a été emprunté à un fait réel, l’auteur ayant pris pour modèle un certain Bully, parfumeur de son état, qui inventa une lotion de toilette vinaigrée à laquelle il donna son nom. L’officine de Bully fut mise à sac lors du soulèvement populaire de 1830 et l’homme fut ruiné. Il passa de longues années à rembourser ses créanciers et mourut dans le plus grand dénuement à l’hôpital.
Balzac y a rajouté une affaire de spéculation, transformant l’histoire en un véritable roman d’aventures, dans lequel César Birotteau est le type même du petit-bourgeois propriétaire et spéculateur des années 1830, pur produit de sa classe sociale, avide de reconnaissance, d’honneurs, et dont l’ambition est d’accéder aux plus hautes sphères sociales du monde parisien.
Toujours prompt à souligner la cruauté du monde, l’auteur se plaît tout de même à donner une vision émouvante de ce personnage naïf (dont la fin sera moins dure que celle du modèle de départ). Et surtout il met en relief les qualités de courage et de persévérance à travers le généreux Popinot, employé de César Birotteau et son futur gendre.

## Résumé du roman
César Birotteau, parfumeur à Paris enrichi par le succès de produits cosmétiques innovants, adjoint au maire et chevalier de la Légion d'honneur, décide de transformer son logement en appartement luxueux pour donner à la fin de l'année 1818 un bal à l'occasion du retrait des troupes d'occupation de la France. Ses projets somptuaires, qui effraient sa femme et son fidèle employé Anselme Popinot (secrètement amoureux de mademoiselle Birotteau), lui donnent un vertige d’ambition qui l’amène à risquer toute sa fortune. Le notaire Roguin flaire en Birotteau une dupe potentielle et il l’entraîne dans une affaire de spéculation immobilière massive dans le quartier de la Madeleine à Paris. Birotteau a en effet besoin d’argent car les travaux de transformation de sa maison, les frais du bal qu'il veut y célébrer et son projet de créer une succursale pour Popinot exigent des rentrées supplémentaires, qu'il pense obtenir par le biais de cette opération immobilière spéculative.
Par une habile double manœuvre, le notaire escroc capte toutes les économies du parfumeur sans lui donner de reçu, avant de disparaître. L’instigateur du complot contre Birotteau est un de ses anciens employés congédié pour vol, du Tillet, maintenant admis dans les hautes sphères de la finance et qui achève sa vengeance en sapant le crédit de son ancien patron auprès des banques, notamment le baron Frédéric de Nucingen ou les banquiers Keller. Face à de multiples créanciers et sans possibilité d’emprunt, le parfumeur ne peut, malgré le dévouement de son oncle Pillerault, de sa femme et de sa fille, se tirer d’affaire et est mis en faillite. Pour régler partiellement ses dettes, il est obligé de vendre sa boutique La Reine des roses au commis qui a remplacé Anselme Popinot : Célestin Crevel. Recueillis chez l'oncle Pillerault, Birotteau, son épouse et leur fille travaillent comme employés et économisent le moindre sou pendant trois ans pour pouvoir rembourser intégralement les créanciers et obtenir ainsi une réhabilitation légale. Mais Anselme Popinot, qui dirige maintenant la succursale initiée par Birotteau, va les sauver. Aidé du génial vendeur Félix Gaudissart, il produit et commercialise dans toute la France une huile cosmétique de noisette inventée par Birotteau. Popinot travaille avec acharnement et reverse ses bénéfices à César Birotteau. Alors que tant de faillites parisiennes sont frauduleuses, l'opinion s'émeut bientôt de l'honnêteté courageuse de Birotteau, et Louis XVIII offre même secrètement six mille francs au fidèle royaliste. Aidé moralement par son oncle Pillerault, Birotteau parvient à rembourser tous ses créanciers, obtient sa réhabilitation judiciaire en 1823 et reprend sa Légion d’honneur. Mais terrassé par les épreuves morales subies et sous l'empire d'une immense joie, il meurt au jour de son triomphe, mariant sa fille au fidèle Popinot.

## Adaptations
- Émile Fabre a tiré de ce roman une pièce de théâtre en cinq actes du même nom, représentée pour la première fois le 7 octobre 1910 au théâtre Antoine.
- Jacques Rémy a tiré de ce roman un feuilleton télévisé de six épisodes, Histoire de la grandeur et de la décadence de César Birotteau, diffusé pour la première fois en 1977.
- Émile Chautard et Victorin Jasset ont tiré de ce roman un film du même nom sorti en 1911.

### Liens Externes
- Histoire de la grandeur et de la décadence de César Birotteau, en livre audio gratuit, lu par Pauline Pucciano.

- Notices dans des dictionnaires ou encyclopédies généralistes :   - Larousse
  - Universalis
- Notices d'autorité :   - BnF (données)